# Bohumil Potůček
Bohumil Potůček (10. dubna 1865 Blovice – 18. května 1928 Praha) byl český podnikatel a sportovec, člen Sokola, cyklista a rychlobruslař, jeden z průkopníků obou z těchto sportů v českých zemích. Účastnil se jedněch z prvních tuzemských cyklistických závodů, v dalších letech se pak stal soutěžně nejúspěšnějším českým rychlobruslařem 20. století. 

## Život

### Mládí
Narodil se ve městě Blovice nedaleko Plzně v západních Čechách do rodiny lékárníka Karla Potůčka a jeho manželky Ludoviky Aloizie, rozené Jaichové. Otec v letech 1867 až 1874 zastupoval jako poslanec Českého zemského sněmu kurii venkovských obcí v politickém obvodě Rokycany, Blovice. V mládí se rodinou přesunul do Prahy, kde se stal členem cvičební jednoty Sokol. Začal se věnovat cyklistice, a to v samých počátcích tohoto sportu v českých zemích (první český velocipedistický klub byl založen roku 1881), ke svému prvnímu závodu startoval v Praze 28. září 1883 na svých prvních cyklistických závodech. Roku 1889 byl členem sokolského družstva na mezinárodní soutěži v Paříži, kde se svými druhy dosáhli značného úspěchu.  

### Rychlobruslení
V 80. letech 19. století se zapojil také do aktivit prvních bruslařských klubů v Praze, provozující svůj sport především tehdy v zimě pravidelně zamrzající Vltavě. V tomto sportu byl v rámci domácí konkurence mimořádně úspěšný a následně dosáhl též mezinárodních úspěchů. V lednu 1891 zvítězil na mezinárodních bruslařských závodech ve Frankfurtu nad Mohanem v hlavní jízdě na vzdálenost 2 km. V září téhož roku odcestoval do Ruského impéria, kam byl poslán Českou obcí sokolskou, jako učitel tělocviku do Tiflisu (Tbilisi) v Gruzii. Zde se účastnil cyklistického mistrovství zakavkazského kraje, ve kterém zvítězil. V Tiflisu se také seznámil s Olgou Dvořáčkovou, kterou si tam v prosinci 1894 vzal. Společně se okolo roku 1895 odstěhovali do Prahy. Okolo roku 1900 je pak uváděn jako majitel obchodu prodávajícího mj. i velocipedy a bicykly, v pozdějších letech pak stejný sortiment začal prodávat v obchodním domě u Nováků v pražské Vodičkově ulici. 
Po návratu opět získal titul mistra Čech v rychlobruslení, který si pak podržel více než 20 let. Roku 1897 zvítězil v Berlíně nad mistrem Německa v hlavní jízdě na vzdálenost 5 km. 31. ledna téhož roku zvítězil na mezinárodních závodech v Praze při velké konkurenci bruslařů z Vídně a Budapešti na vzdálenost 500, 1500 a 5000 m. Během nich stanovil rekordy na distanci 500 m (49,80 s) a 1500 m (2:50,20), které nebyly v Čechách překonány přes dalších třicet let. Roku 1904 dosáhl titulu bruslařského mistra Rakouska-Uherska. Roku 1914 startoval na závodech o mistrovství Čech zcela bez přípravy a v bezmála 50 letech získal mistrovský titul. Naposledy závodně odstartoval roku 1924 v 59 letech na závodu Potůčkův memoriál, pořádaném na počest jeho zemřelého bratra Jaroslava v závodě na vzdálenost 5000 m a ač nebruslil po 10 let, umístil se jako třetí mezi 5 startujícími. Vedle bruslení pak praktikoval řadu dalších sportů. Na sklonku život pracoval jako bankovní úředník.

### Úmrtí
Bohumil Potůček zemřel v Praze 18. května 1928 ve věku 63 let na rakovinu žaludku. Jeho ostatky byly zpopelněny v krematoriu na Olšanských hřbitovech.
Jeho starší bratr Jaroslav Potůček se rovněž věnoval rychlobruslení a roku 1909 se stal prvním předsedou Českého svazu hockeyového.